# Torbjörn Olsson
Torbjörn Olsson, född 13 december 1916 i Stockholm, död 5 december 1998 på samma plats, var en svensk arkitekt.

## Biografi
Torbjörn Olsson tog en filosofie kandidatexamen vid Stockholms högskola med konsthistoria som huvudämne 1939 och avlade 1944 examen vid Kungliga Tekniska Högskolan i Stockholm.
Torbjörn Olsson arbetade huvudsakligen tillsammans med Sven Silow och Magnus Ahlgren under namnet AOS arkitektkontor som grundades 1950. Tillsammans utförde de en mängd offentliga uppdrag, däribland ombyggnaden av Rosenbad i Stockholm till regeringskansli i mitten av 1950-talet samt ombyggnaden 1975–1983 av riksdagshuset i Stockholm för den nya enkammarriksdagen. De var även aktiva industridesigners och skapade i början av 1960-talet Televerkets standardtelefon Dialog. Olsson finns representerad vid Nationalmuseum i Stockholm.
Torbjörn Olsson var arkitekt vid Riddarholmskyrkan i Stockholm och slottsarkitekt på Haga 1968–1987.
Serafimerordens medalj, 8:e storleken. 1983

## Skrifter
- Järnvägsbron och Byggnadsstadgan. Ett diskussionsinlägg. Torbörn Olsson. St Eriks Årsbok 1954
- En nöjespark i Stockholm. Utredning med förslag rörande nöjespark på Långholmen. Magnus Ahlgren, Torbjörn Olsson, Sven Silow. Gautukontorets parkavdelning 1955.
- Koppartälten och Hagaparken. Torbjörn Olsson. 1980
- Riksplan. Artikel i skriften Riksbyggnaderna, 17 s. Arkitektur Förlag 1983
- Medeltidsmuseet. Artikel i skriften Riksbyggnaderna, 2 s. Arkitektur Förlag 1983
- AOS. Arkitekten Och Samvetet. AOS 1983
- Slottsarkitekter, artikel "Slottsarkitekt på Haga", 23 s. Arkitekturmuseet. Årsbok 1987

## Arbeten i urval
- Fabriksbyggnad för AB Tetrapak, Lund, 1957
- Sparbankernas bank, Hornsgatan 5–7, Stockholm, 1962
- En av huvudarkitekterna på H55-utställningen, Helsingborg, och Hus 3 (Bo med bil), 1955
- Renovering av Långängens gård, Stocksund, 1954–1955
- Tunnelbanestationer i Stockholm: Vällingby (1963), Bredäng (1965), Skärholmen, inkl centrumhus (1966-1968)
- Nya Lidingöbron och andra trafikbyggnader i Stockholm
- Telefoner för LM Ericsson (bl a formgivning av telefonen Dialog)
- Sveriges ambassad i Madrid, 1963
- Källaren Aurora, Gamla stan, 1965
- Essingeledens broar, Stockholm, 1963–1966
- Restaurering av Riddarholmskyrkans spira, Stockholm, 1968-1971
- Hotell Sheraton, Tegelbacken 6, Stockholm, 1969–1971
- Koppartältet (Silvertältet), Hagaparken, Solna, 1977. Kasper Salinpriset 1978.
- Om- och tillbyggnad av Zornmuseet, Mora, 1982
- Stockholms medeltidsmuseum, Stockholm, 1983
- Om- och tillbyggnaden av Riksdagshuset i Stockholm, 1983

## Bilder arbeten i urval

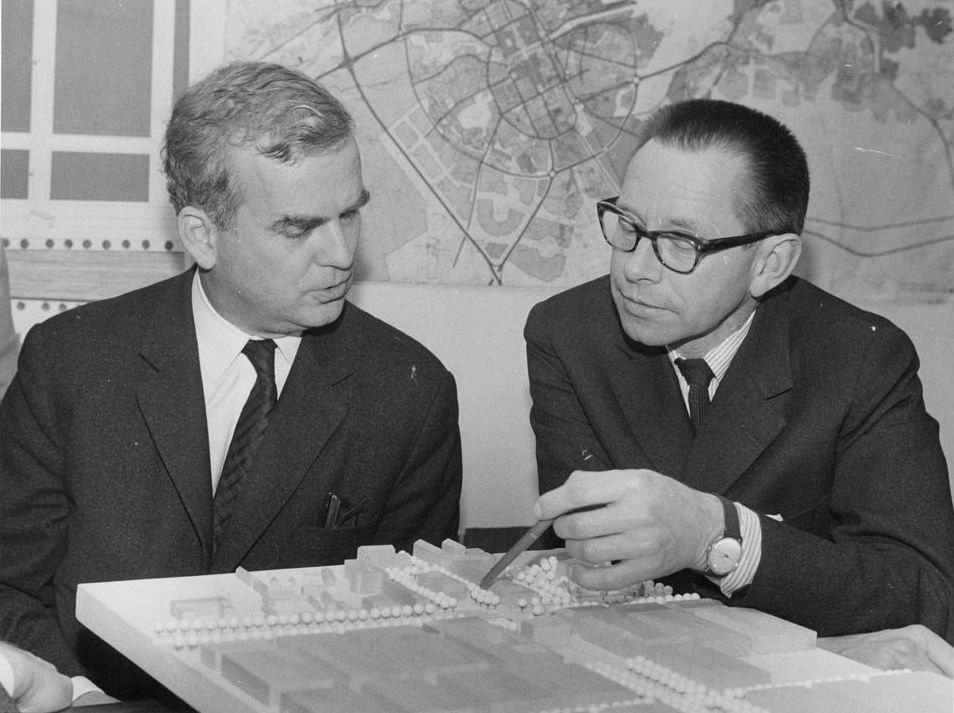
Torbjörn Olsson (till vänster) och Sven Silow vid en modell av det nya Slottstorget i Gävle (1965)
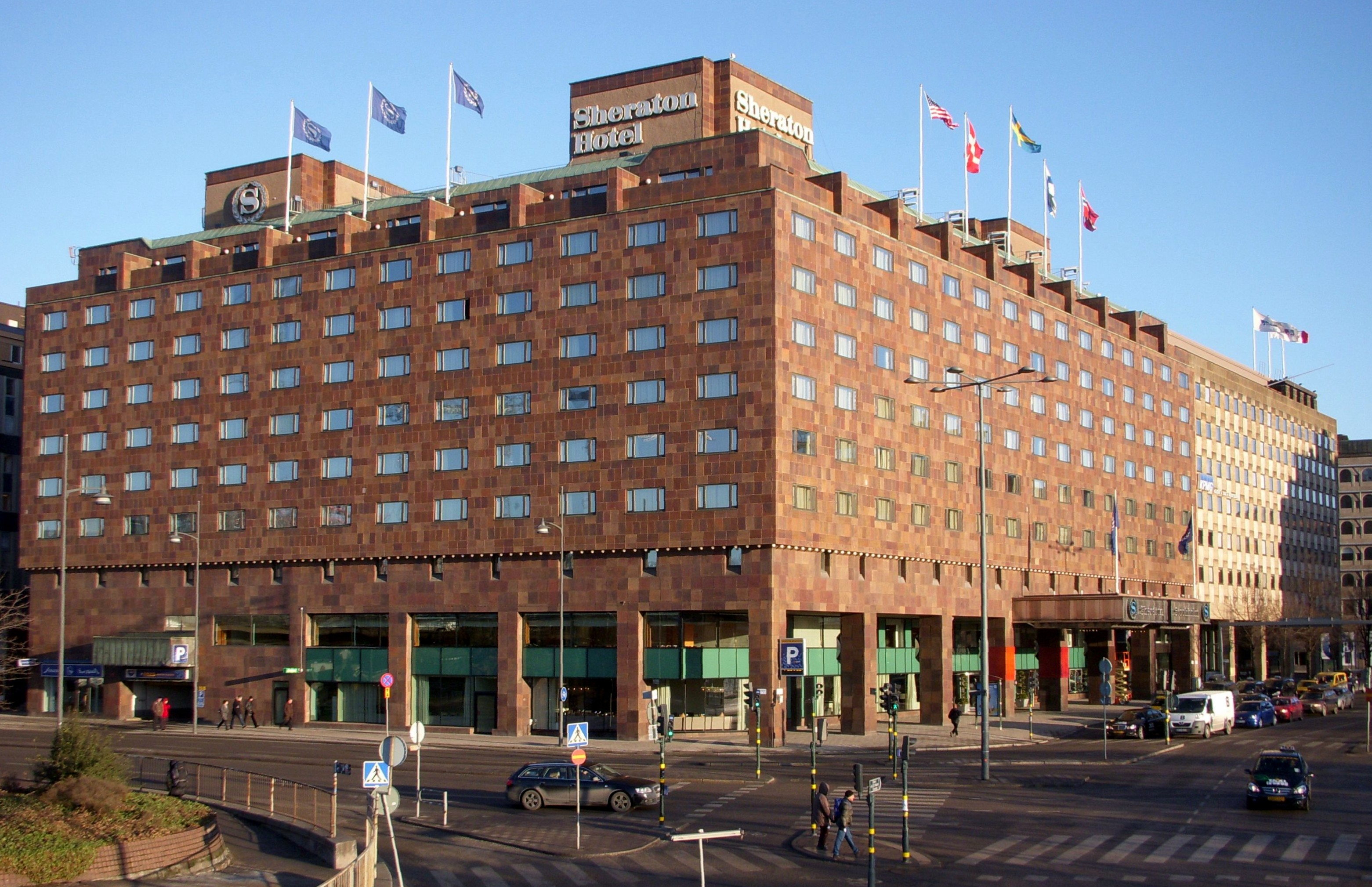
Hotell Sheraton vid Tegelbacken i Stockholm, 1969–1971
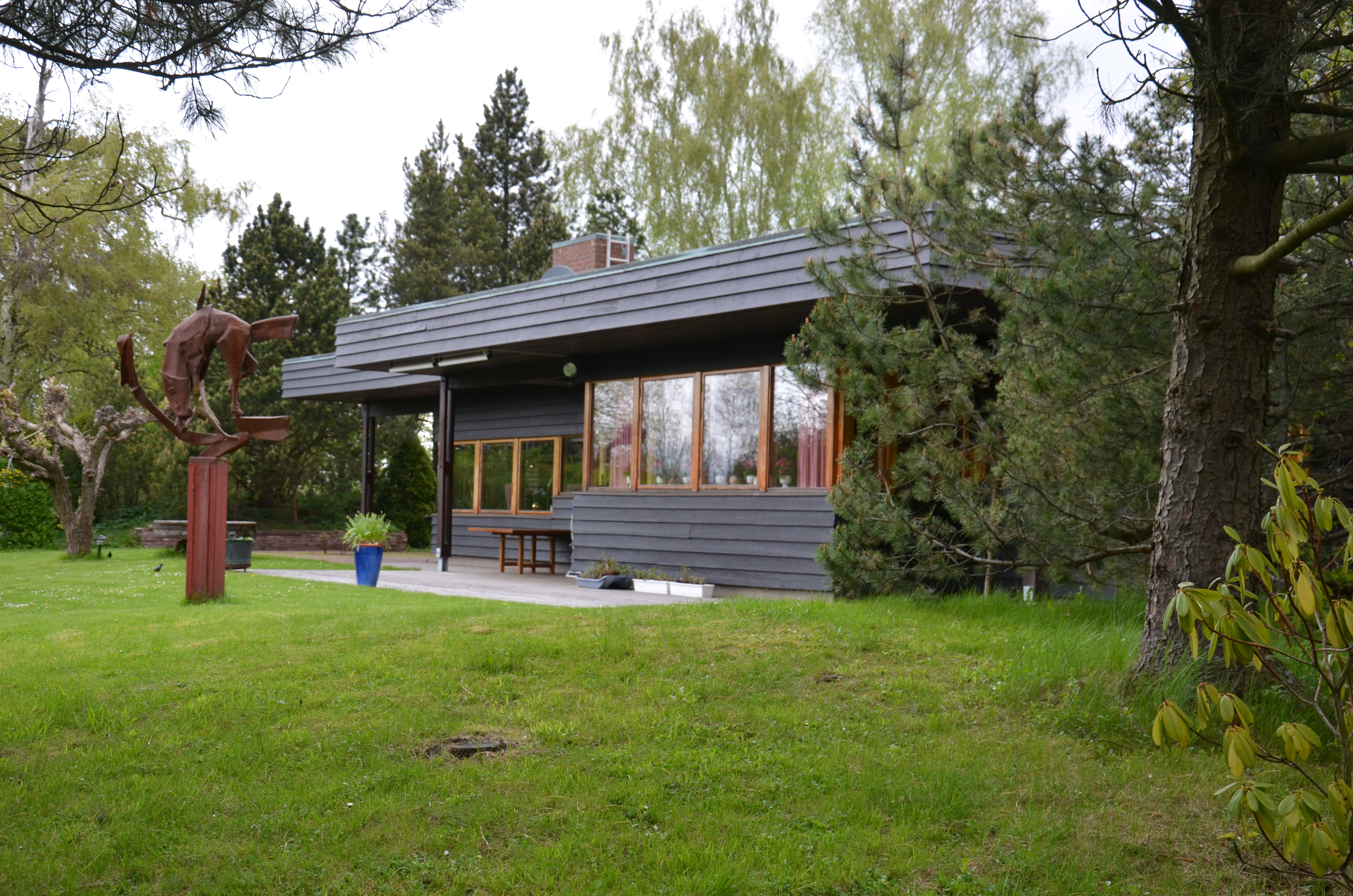
Nordengatan, Norrköping 19 i Norrköping, 1964
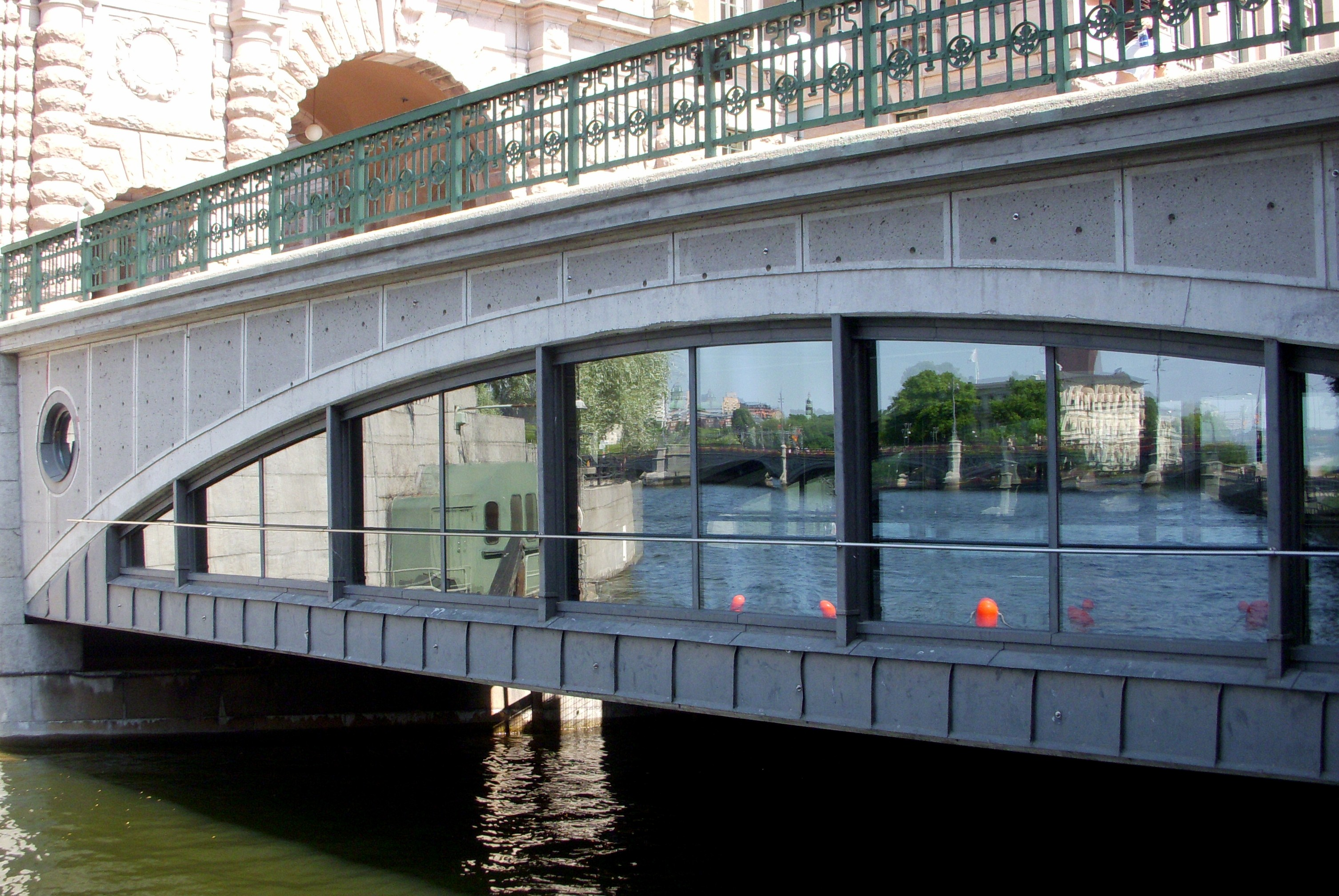
Rännarbanan under Stallbron, 1982
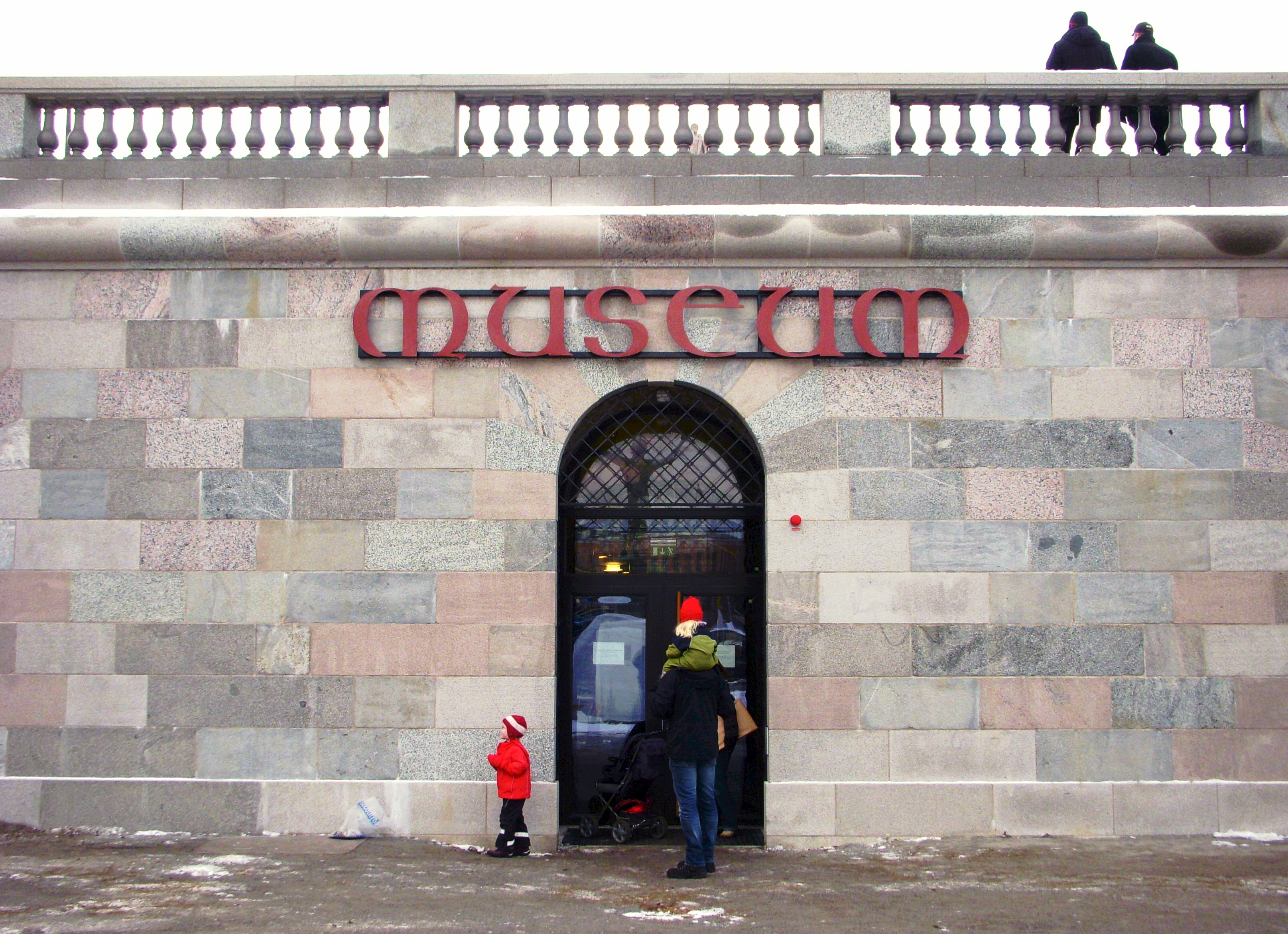
Stockholms medeltidsmuseum, 1983